# Walter Ulbricht
Ne doit pas être confondu avec Walter Ulbrich.
Pour les articles homonymes, voir Ulbricht.
Walter Ulbricht, né le 30 juin 1893 à Leipzig et mort le 1er août 1973 à Groß Dölln au nord de Berlin, est un homme d'État allemand.
Membre du Parti communiste d'Allemagne (KPD) puis du Parti socialiste unifié d'Allemagne (SED), il est l'un des principaux dirigeants de la République démocratique allemande (RDA), exerçant les fonctions de secrétaire général du SED et de président du Conseil d'État.

## Biographie

### Origines et formation
Walter Ernst Paul Ulbricht est le premier enfant du tailleur Ernst August Ulbricht et de son épouse Pauline Ida Rothe. Les deux parents militent au sein du Parti social-démocrate d'Allemagne (SPD). Après ses études à l'école primaire (Volksschule), il apprend le métier de menuisier.

### Parcours politique

#### Débuts
Dès 1908, Walter Ulbricht rejoint l'organisation d'éducation des jeunes travailleurs Alt-Leipzig et en 1912, il adhère au SPD.
Pendant la Première Guerre mondiale, il est envoyé comme soldat sur les fronts de l'Est et de l'Ouest. En 1917, il adhère au Parti social-démocrate indépendant d'Allemagne (USPD), dissidence du SPD pacifiste et favorable à la République des conseils. Ayant quitté illégalement l'armée au printemps 1918, il est arrêté en Saxe comme déserteur et condamné à deux mois de prison. En novembre 1918, il devient membre du Conseil de soldats de son corps d'armée.

#### Sous la République de Weimar
En janvier 1919, il participe à la création du Parti communiste d'Allemagne (KPD) à Leipzig et devient officiellement membre du KPD en décembre 1920. Son ascension au sein du parti est rapide : nommé responsable du KPD en Thuringe en 1921, il intègre le comité central du parti deux ans plus tard.
De 1926 à 1929, il siège au parlement (de) de Saxe et de 1928 à 1933, il est également député de Westphalie au Reichstag.

#### Pendant le nazisme
Après l'arrivée au pouvoir des nazis en janvier 1933, il poursuit ses activités au sein du KPD à Berlin dans la clandestinité. Recherché, il émigre à Paris puis à Prague, qu'il quitte en 1938 pour Moscou, où il obtient la nationalité soviétique.
À partir de 1941, il participe pour Radio Moscou à une émission en langue allemande. Lors de la bataille de Stalingrad, avec Herbert Wehner, il exhorte les soldats allemands à l'aide d'un mégaphone à capituler et à passer dans le camp soviétique. En 1943, il est cofondateur du Nationalkomitee Freies Deutschland (Comité national pour une Allemagne libre ou NKFD) en URSS, un mouvement d'action contre le fascisme. Il participe à l'élaboration du programme à mettre en place après la guerre.

#### Dirigeant de la RDA

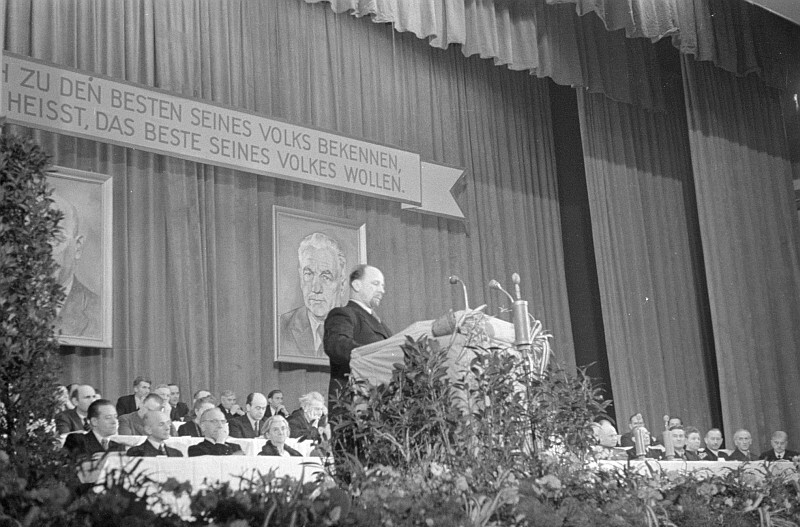
À l'occasion du soixante-dixième anniversaire de Wilhelm Pieck le 3 janvier 1946.

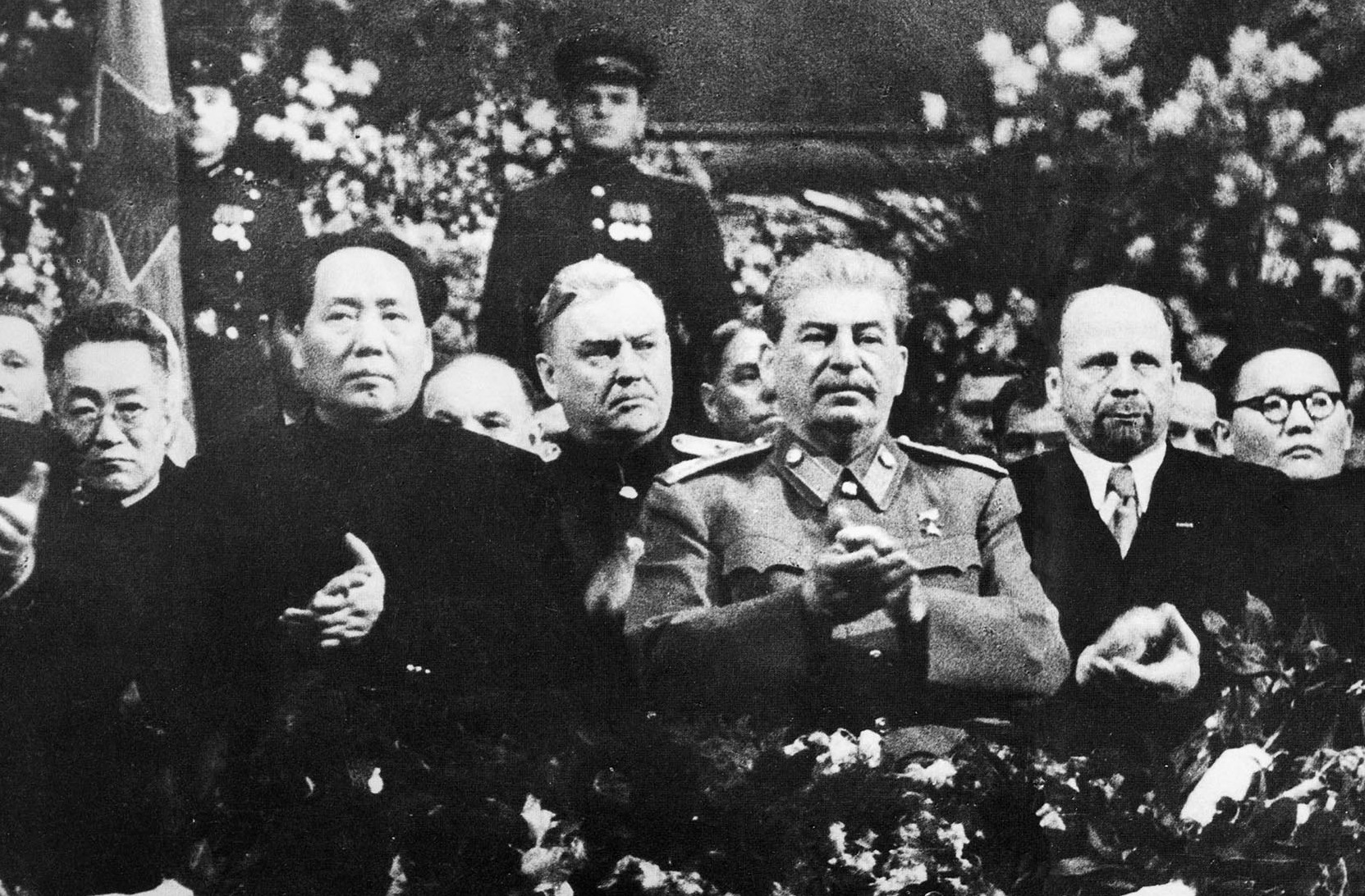
Mao, Staline et Ulbricht en 1949.

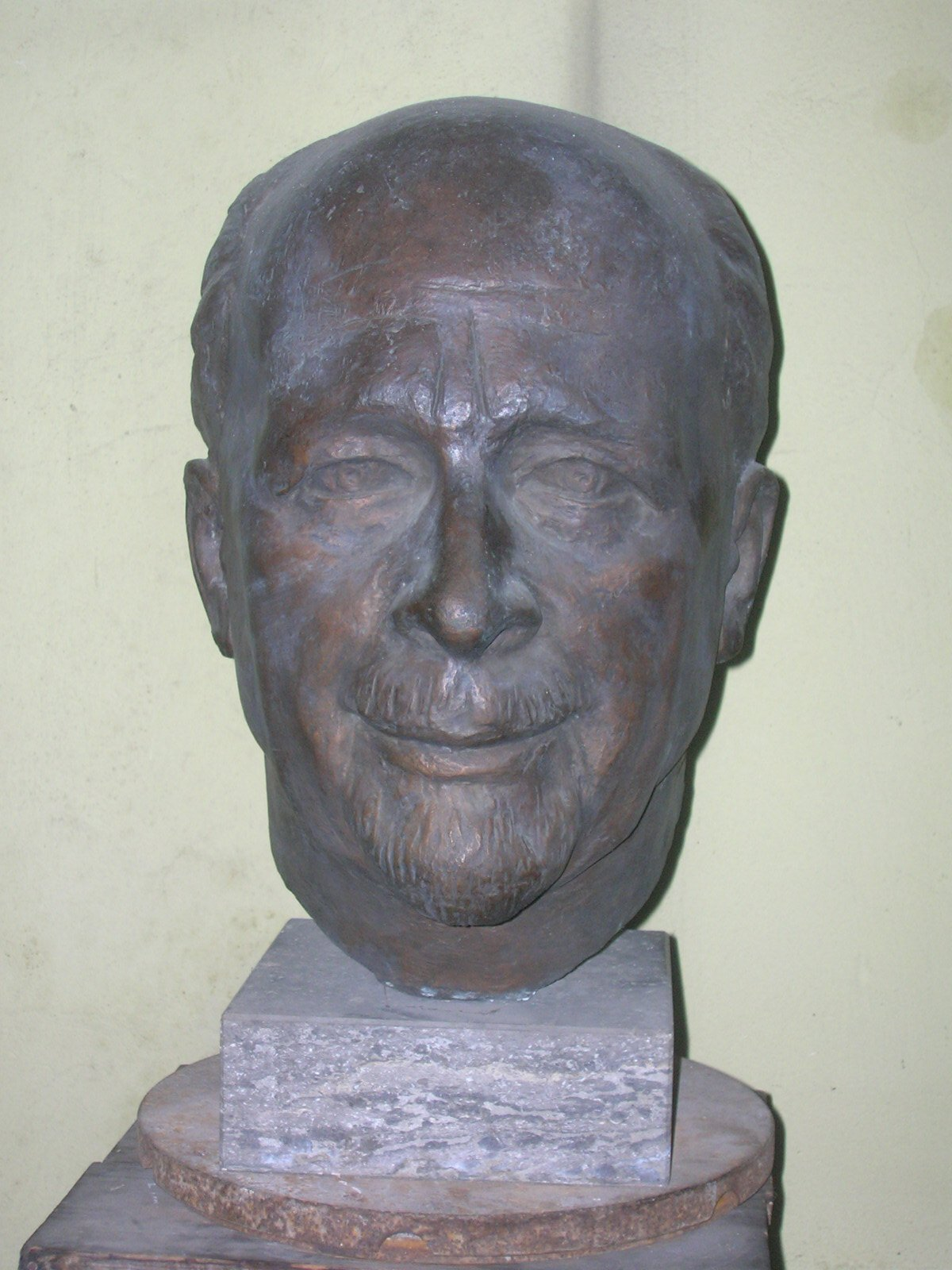
Buste de Walter Ulbricht, Ruthild Hahne (1963).

Le 30 avril 1945, Ulbricht retourne en Allemagne à la tête du « Groupe Ulbricht ». Il engage une dénazification ferme des institutions publiques. Il ferme cependant les yeux sur les violences sexuelles massives de l'Armée rouge et, à ce titre, refuse aux victimes le droit d'avorter. Il organise par la suite la reconstruction du KPD dans la zone d'occupation soviétique et sa fusion avec le SPD pour former le SED en 1946.
Rapidement, une concurrence voit le jour entre les cadres de retour de Moscou, dont Ulbricht, et ceux libérés des camps de concentration nazis. Les premiers prennent le dessus dans le parti, délégitimant plusieurs responsables communistes déportés en les accusant de collaboration comme kapos.
Après la fondation de la RDA, le 7 octobre 1949, il devient représentant du président au conseil ministériel sous la présidence de l'ancien social-démocrate Otto Grotewohl. Ulbricht détient en fait la totalité du pouvoir. En 1950, il est nommé « secrétaire général du comité central du SED », un titre rebaptisé « premier secrétaire » du comité central du SED en 1953.
Après la mort de Staline, sa position vacille. Son image de stalinien pur et dur le dessert. Mais ce sont paradoxalement les manifestations du 17 juin 1953 en RDA qui lui sauvent la mise in extremis et renforcent sa position, après qu'il déclare un « nouveau cours » et relâche la politique de socialisation.
Il prend ses distances avec le stalinisme et le culte de la personnalité à partir de 1956 à la suite du XXe congrès du Parti communiste de l'Union soviétique car il y voit un danger pour sa position. Des critiques au sein du parti, comme Karl Schirdewan, Ernst Wollweber, Fritz Selbmann, Fred Oelßner, et Gerhart Ziller (entre autres) sont dès 1958 considérés comme des sécessionnistes et emprisonnés.
En 1960, après la mort de Wilhelm Pieck, il devient président du conseil national de défense et président du nouveau conseil d'État ; il est ainsi l'unique chef de la RDA. À cause de sa longévité en tant que chef du parti et chef de l'État, il a décisivement marqué la RDA pendant plus d'une vingtaine d'années.
Il est notamment à l'origine de la « doctrine Ulbricht », qui exige qu'un État socialiste refuse toute relation diplomatique avec la RFA tant qu'elle ne reconnaît pas la RDA. En parallèle, il multiplie les propositions de réunification avec l'Allemagne de l'Ouest, sur la base d’une Confédération entre les deux États.
En 1953, il épouse Charlotte Kühn.

##### Mur de Berlin
Durant le printemps 1961, alors que la fuite des citoyens est-allemands s'amplifie, des rumeurs font état de l'intention de la RDA de verrouiller également la frontière berlinoise. Le 15 juin 1961, lors d'une conférence de presse à Berlin-Est, Ulbricht répond à la journaliste ouest-allemande Annamarie Doherr, correspondante à Berlin pour le Frankfurter Rundschau :

« Annamaria Doher : Est-ce que la création d'une cité libre veut dire, à votre avis, que la frontière de l'État sera édifiée à la porte de Brandebourg ?
Walter Ulbricht : Si je comprends bien votre question, il y a des gens en Allemagne de l'Ouest qui souhaitent que nous mobilisions les ouvriers du bâtiment de la capitale de la RDA pour ériger un mur, c'est cela ? Je n'ai pas connaissance d'un tel projet ; car les maçons de la capitale sont principalement occupés à construire des logements et y consacrent toute leur force de travail. Personne n'a l'intention de construire un mur »

Le 12 août 1961, ayant obtenu l'aval de Khrouchtchev, Ulbricht lance l'ordre de construction du mur de Berlin.
En août 1968, il fait intervenir les troupes de la RDA en Tchécoslovaquie avec celles du pacte de Varsovie, ce qui aboutit à l'écrasement du printemps de Prague.

##### Politique économique
Ulbricht tente de donner à l'économie une plus grande efficacité avec le « Nouveau système économique de planification et de direction » (Neues Ökonomisches System der Planung und Leitung), plus tard Nouveau système économique (NSE), mis en place dès 1963 avec son conseiller en économie, Wolfgang Berger. un plan complet est fixé, mais les entreprises doivent avoir de grandes marges de manœuvre. Il ne s'agit pas uniquement de favoriser la responsabilité, mais aussi de permettre aux questions concrètes d'être résolues là où il faut.
Un de ses principaux chevaux de bataille est la direction de l'économie et de la politique, entre autres grâce à la cybernétique, à des éléments de psychologie et de sociologie, mais avant tout sur la base des sciences naturelles et de la technique.
Le NSE rencontra cependant des résistances plus importantes au sein du parti à partir de 1965. Le leader de cette opposition qui jouissait du soutien de Léonid Brejnev était Erich Honecker, qui pouvait d'ailleurs compter sur les voix de nombreux membres du parti. Le NSE envisageait aussi le lien entre l'économie et la science ce qui signifiait en pratique, que de plus en plus de spécialistes prenaient les décisions. Beaucoup de membres du SED étaient donc, en raison de leur perte d'influence dans l'économie, contre le NSE. Théoriquement, le socialisme n'était pas pour Ulbricht une courte période de transition vers le communisme mais bel et bien une « formation socio-économique relativement indépendante dans l'époque historique de transition vers le communisme à l'échelle mondiale », ce qu'on retrouve dans le terme de « communauté socialiste des Hommes » ; ce terme disparaît rapidement après sa mort. Après des dissensions en 1970 avec des membres de la direction du parti dans le domaine de la politique économique (notamment la crise du logement) et des affaires étrangères (notamment vis-à-vis des négociations diplomatiques avec l'Ouest), Ulbricht trouve sa position au sein du parti affaiblie.

#### Réforme du SED
À partir de 1963, Ulbricht engage une réorganisation du SED, sur le modèle khrouchtchevien, désormais structuré selon un « principe de production ». Les directions de districts chapeautent désormais les cellules d'entreprise regroupées par secteur économique (bois, chimie, métal...). L'échelon inférieur, la direction d'arrondissement, ne prend plus en charge que les cellules des petites entreprises, coopératives ou fermes d'État. Aux deux niveaux, district et arrondissement, est adjoint un « bureau » constitué de personnalités nommées, essentiellement des « experts économiques » qui se sont illustrés dans la gestion d'entreprise socialiste. Il s'agit par-là de confier plus de pouvoir à des experts sans ancienneté partisane, au détriment des cadres politiques. Suscitant l'hostilité de la bureaucratie du parti face à ce « contre-pouvoir technocratique », la réforme est combattue par Honecker, qui en obtient l'abandon progressif.

#### Glaciation culturelle
Sous sa direction, les conférences de Bitterfeld (1963-1964) définissent une « culture socialiste » marquée par le réalisme, consistant à exiger des artistes qu'ils illustrent les orientations idéologiques du parti unique. De nombreux artistes déviants, hétérodoxes, sont ainsi mis à l'index ou exclus du parti.

### Mise à l'écart

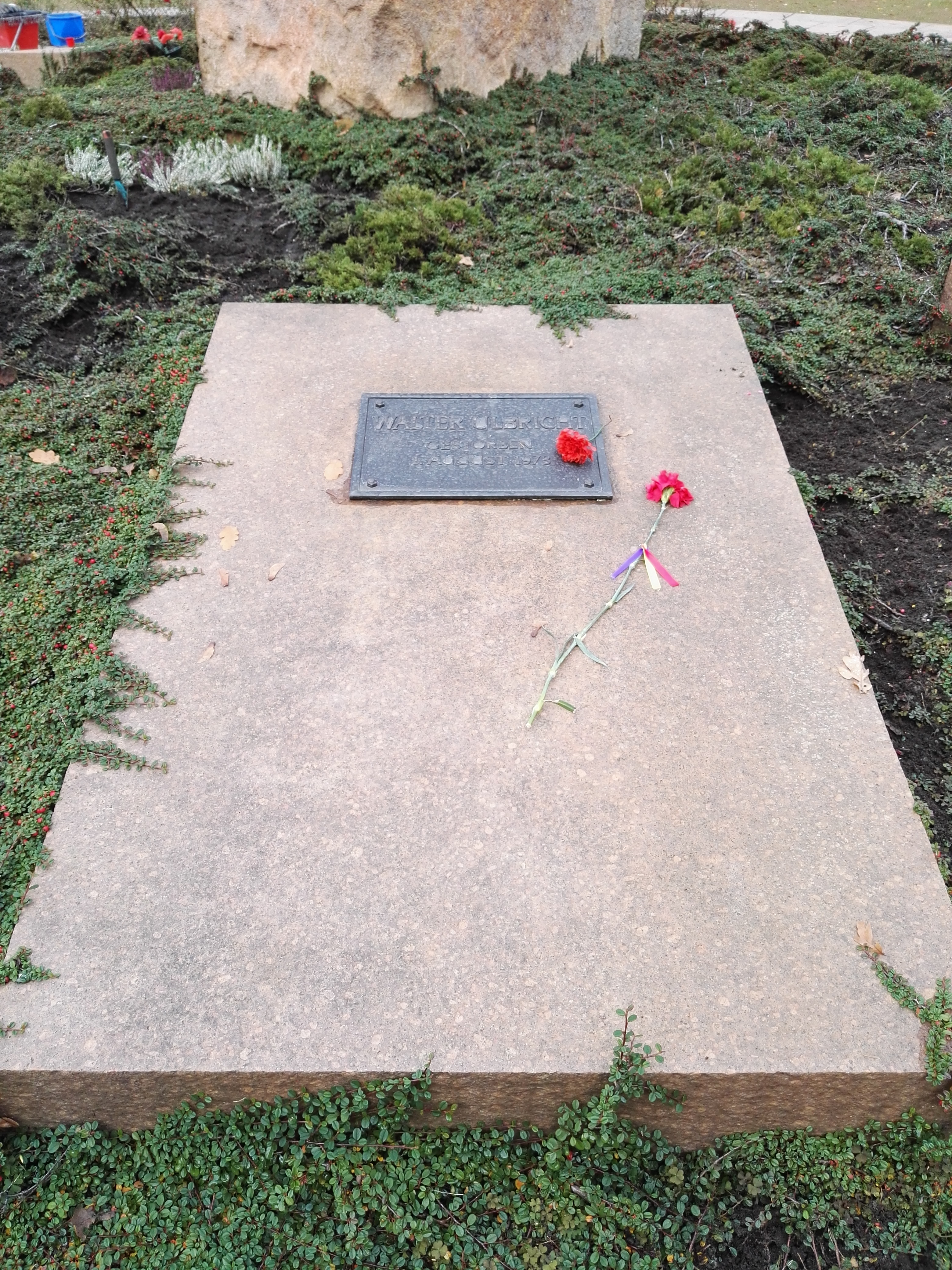
Tombe au Mémorial des socialistes du cimetière central de Berlin-Friedrichsfelde.

En 1971, il est contraint de se démettre de presque toutes ses fonctions « pour des raisons de santé » et, comme convenu entre la direction du SED et Brejnev, il est remplacé en tant que Premier secrétaire du comité central du SED par Erich Honecker. L'une des raisons de cette « démission » est son échec économique. L’écart se creuse au profit de la RFA et l'État est-allemand est confronté de la part de sa base à « une demande criante en biens de consommation et de logements ». Ulbricht ne conserve que le poste sans réel pouvoir de président du Conseil d'État jusqu'à sa mort. En outre, il reçoit la toute nouvelle charge honorifique de président du SED.
Il meurt pendant le 10e Festival mondial de la jeunesse et des étudiants le 1er août 1973 à Templin dans le pavillon d'hôtes du gouvernement de la RDA de l'hôtel Döllnsee, ancien pavillon des invités de Carinhall. Dès 1972, son nom est écarté de l'historiographie de la RDA.
Il reçoit des funérailles nationales le 7 août 1973. Après un hommage prononcé par Erich Honecker, le cercueil est emmené au crématorium de Berlin-Baumschulenweg sur un affût avec une escorte d'honneur de la Police nationale et en présence de soldats et de travailleurs positionnés le long de la chaussée. Le 17 septembre, l'urne est enterrée au centre du Mémorial des socialistes (Gedenkstätte der Sozialisten) du cimetière central de Berlin-Friedrichsfelde.
Dans le milieu des années 1980, le SED commence à réhabiliter la figure historique de Walter Ulbricht.

## Citations connues
- « Cela doit avoir l'air démocratique, mais nous devons tout contrôler » (1945, d'après Wolfgang Leonhard, un des membres du Groupe Ulbricht) ;
- « Staline n'est pas un classique du marxisme » (1956)
- « Je suis d'avis, camarades, qu'on devrait en finir avec la monotonie du Yeah Yeah Yeah. […] Devons-nous vraiment copier toutes les saletés qui nous viennent de l'Ouest ? » (1965, au 11e congrès du Comité Central du SED, contre la musique rock de l'Ouest)
- « On a pu dire dans le monde que le « miracle allemand » qui a eu lieu dans notre république n'était pas un « miracle économique », mais avant tout un grand tournant pour l'Homme. Mais nous sommes encore loin de la fin du chemin qui mène à la communauté socialiste des Hommes. » (1969)

Sur Ulbricht
- « Que le destin empêche cet homme d'arriver un jour à la tête du parti. Il suffit de le regarder dans les yeux pour savoir à quel point il est sournois et indigne. » (Clara Zetkin) [réf. nécessaire]

## Dans la fiction
- 1955 : Ernst Thälmann – Führer seiner Klasse, film de Kurt Maetzig, joué par Karl Brenk.